# Reykjavik
Reykjavik (IJslands: Reykjavík) is de hoofdstad van IJsland. Het is de meest westelijke hoofdstad van Europa en met een ligging net ten zuiden van de poolcirkel ook 's werelds noordelijkste hoofdstad. Met 123.246 inwoners is het de grootste stad van IJsland.

## Geografie
Reykjavik ligt in Zuidwest-IJsland in de gemeente Reykjavíkurborg aan de fjord Kollafjörður, een uitloper van de grote baai Faxaflói. In de fjord liggen zes kleine eilanden: Viðey, Engey, Þerney, Akurey, Lundey, genoemd naar de papegaaiduiker, en Grotta. Het schiereiland Geldinganes is met een heel smalle landtong aan het vasteland verbonden. De stad zelf ligt voornamelijk op het schiereiland Seltjarnarnes. De voorsteden liggen daar vooral ten zuiden en oosten van.

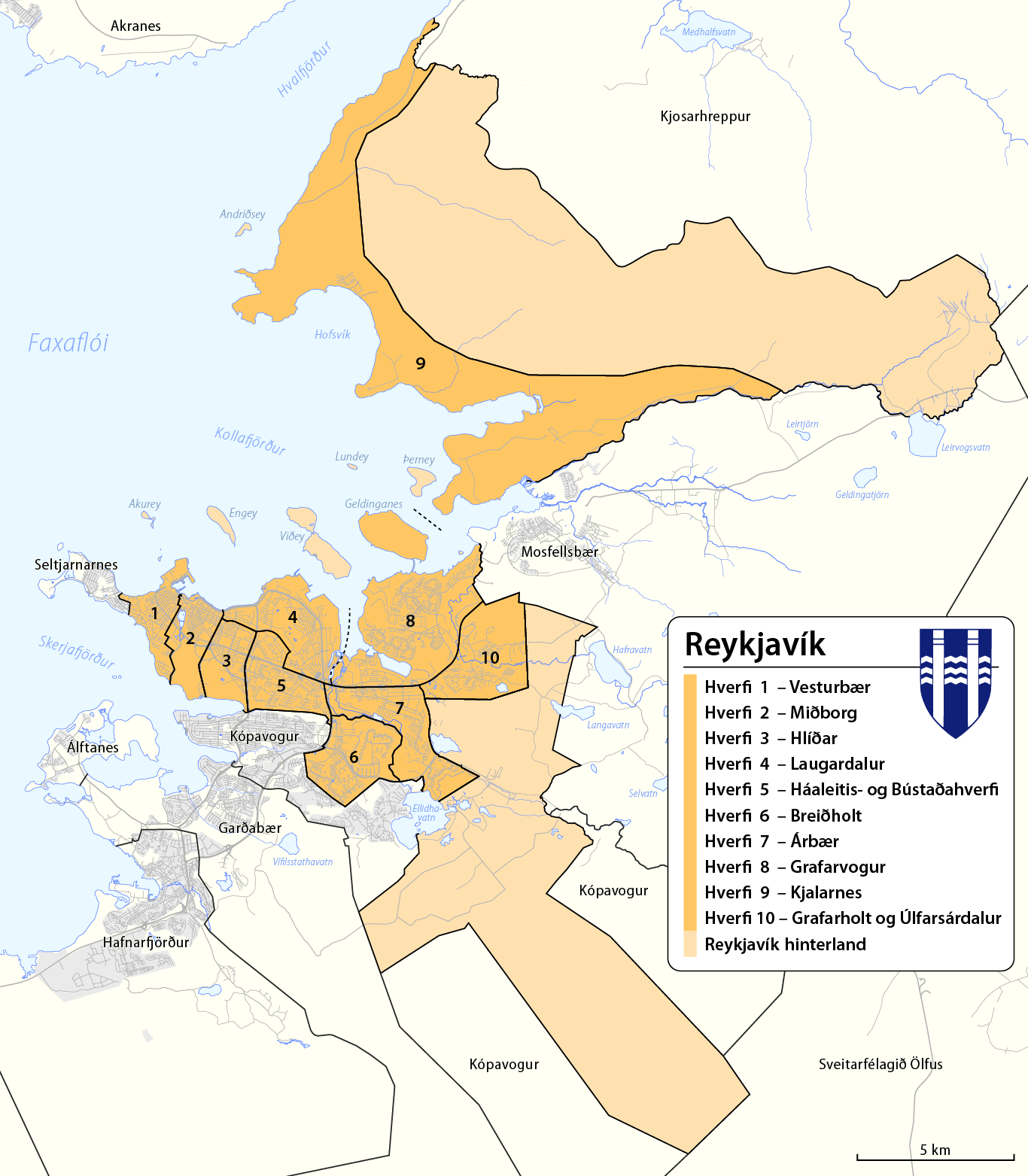
Wijken en voorsteden van Reykjavík

Reykjavik is over een groot gebied uitgespreid. Hoogbouw komt voor, maar laagbouw en weids opgezette woonwijken domineren en er zijn plekken die nog onbebouwd zijn en geschikt voor recreatieve doeleinden. De grootste rivier die door de stad loopt is de Elliðaár, waarin veel zalm zit, maar die voor boten onbevaarbaar is. Reykjavik ligt ten zuiden van de berg Esja, die de stad tegen de koude wind uit het noorden beschermt.
'Groot-Reykjavik' bestaat uit Reykjavik zelf met de 6 voorsteden Mosfellsbær, Seltjarnarnes, Kópavogur, Garðabær, Bessastaðahreppur, of Sveitafélagið Álftanes, en Hafnarfjörður. Reykjavík zelf bestond per 16 juni 2003 uit tien wijken: Vesturbær, Miðborg, Hliðar, Laugardalur, Háaleiti, Grafavogur, Breiðholt, Árbær, Úlfarsfell en Kjalanes, elk met zijn eigen wijkraad.
Net als elders in IJsland zijn er plaatsen in Reykjavik waar het in de grond warm is door geothermische activiteit, zoals in de winkelstraat Laugavegur, weg van de warme bronnen. Deze is door verwarming van de weg midden in de winter sneeuw- en ijsvrij.

## Geschiedenis
Ingólfur Arnarson was de eerste kolonist die zich permanent op IJsland vestigde. Toen hij de zuidkust van IJsland naderde, gooide hij naar destijds vigerend heidens gebruik, twee heilige, aan de Noorse god Thor, gewijde houten balken, de Öndvegissúlur, overboord en zwoer dat hij zijn boerderij zou bouwen op de plaats waar ze aan land zouden spoelen. Zijn slaven vonden ze een paar jaar later terug aan de zuidwestkust van de baai Faxaflói. Hij vestigde zich er omstreeks 877. Hij noemde de plek Reykjavík, Rookbaai, omdat hij stoom zag oprijzen uit de hete bronnen in de omgeving. Reykur betekent rook,  að reykja roken en vík is kleine baai of inham. De boerderij van Íngólfur stond waarschijnlijk ongeveer op de plek tussen het tegenwoordige stadhuis en de oude haven. Aan de Aðalstræti bevindt zich nu een put waarvan wordt gedacht dat Ingólfur op die plaats zijn water haalde. Een standbeeld van hem is te zien bij Lækjartorg.
In 2001 is bij werkzaamheden in Reykjavík een oud langhuis uit 871 gevonden. Het huis heeft zijn eigen museum gekregen, het Reykjavík 871±2 (verwijzend naar de datering van een vondst met een foutmarge van twee jaar).
De kolonisatie van IJsland wordt uitvoerig beschreven in het oude IJslandse Landnámabók, Boek der Landname. Het stichten van de eerste nederzetting wordt ook genoemd in het Íslendingabók, Boek van de IJslanders. Verder wordt Reykjavik in de middeleeuwse IJslandse literatuur eigenlijk niet genoemd, behalve her en der als landbouwgrond of als woonoord, bijvoorbeeld in hoofdstuk 10 in de Holmsveria saga ofwel de saga van Hord. Wel worden in het Þjóðmenningarhúsið originele IJslandse manuscripten, zoals het Flateyjarbók, de Edda, het Íslendingabók en saga's bewaard. Ook het Landnámabók wordt hier bewaard.
Reykjavik bestond aanvankelijk als een dorp uit een handvol boerderijen, maar rond het midden van de 18e eeuw begon deze kleine gemeenschap zich uit te breiden rond de wolververij en -weverij en touwfabriek van sheriff Skúli Magnússon. Van hem staat nu een standbeeld op de hoek van de Aðalstræti en Kirkjustræti. Toen Reykjavík in 1786 stadsrechten kreeg, waren er ongeveer 170 inwoners. Hierna groeide het stadje langzaam maar zeker en binnen een paar decennia verhuisden de regeringszetels en de onderwijsinstanties erheen, of werden er ingesteld, zoals het Alding, het parlement van þingvellir, het hooggerechtshof, de bisschopszetel, de Latijnse school en de theologische school. In 1844 werd de enige drukpers in het land verplaatst van het eilandje Viðey naar Reykjavik. De Universiteit van IJsland werd in 1911 in Reykjavik opgericht.
Reykjavik heeft een moderne, 20e-eeuwse kerk, de Hallgrímskirkja, die boven de stad uitsteekt. Deze kerk behoort tot de Evangelisch-Lutherse Kerk, de Nationale Kerk van IJsland of Volkskerk, waartoe 93 % van de bevolking behoort. Dit kerkgebouw is naar Hallgrímur Pétursson (1614-1675) genoemd, de grootste hymnenschrijver van het land, wiens werk nog vaak ten gehore wordt gebracht. De architect van de kerk, Guðjón Samúelsson, heeft zich laten inspireren door de grote basaltpartijen die op IJsland zijn te vinden. De bouw heeft 49 jaar geduurd. In 1986 was de kerk gereed. De grote klok in de toren draagt de tekst Eysbouts Atensis me fecit en is gegoten door de Klokkengieterij Eijsbouts in Asten.
Sinds 1968 is Reykjavik de zetel van het bisdom Reykjavik, een immediaat bisdom van de Rooms-Katholieke Kerk, waartoe 3 % van de bevolking behoort. Van 1996 tot 2007 stond dit onder leiding van de Limburgse bisschop Joannes Gijsen. De kathedrale kerk, de ook door Guðjón Samúelsson ontworpen Landakotskirkja, werd gebouwd in de jaren 1920 als vervanging van een in 1897 gebouwd kerkgebouw en bevat onder meer een uit de 14e eeuw daterend Mariabeeld en houtsnijwerk van de IJslandse kunstenaar Ríkharður Jónsson. Ook van deze toren is de grote klok gegoten door Eijsbouts in Asten.
In 1986 vonden in Reykjavik de besprekingen plaats tussen president Ronald Reagan van de Verenigde Staten en zijn collega Michail Gorbatsjov van de toenmalige Sovjet-Unie. Hoewel er toen geen overeenkomst of verdrag werd gesloten, betekenden deze besprekingen het einde van de Koude Oorlog.

## Bevolking
| 1801 | 600     |
| 1860 | 1.450   |
| 1901 | 6.321   |
| 1910 | 11.449  |
| 1920 | 17.450  |
| 1930 | 28.052  |
| 1940 | 38.308  |
| 1950 | 55.980  |
| 1960 | 72.407  |
| 1970 | 81.693  |
| 1980 | 83.766  |
| 1985 | 89.868  |
| 1990 | 97.569  |
| 1995 | 104.258 |
| 2000 | 110.852 |
| 2005 | 114.800 |
| 2006 | 115.420 |
| 2011 | 119.108 |
| 2016 | 123.246 |
| 2023 | 139.875 |

In 1900 waren er ruim 6.300 inwoners. De groei van de stad heeft voor het merendeel in de 20e eeuw plaatsgevonden, met name sinds de Tweede Wereldoorlog. Op 1 december 2005 waren er in Reykjavik zelf 114.800 inwoners op een oppervlakte van 275 km². In 'Groot-Reykjavik' woonden toen 183.845 op 994 km². Dat waren destijds dus 38,8% respectievelijk 62,7% van de totale bevolking van IJsland (293.291). In januari 2006 is het inwonertal van IJsland de grens van 300.000 gepasseerd.

### Economie
De inwoners zijn voornamelijk werkzaam in de visserij en fabrieksindustrie, naast de gebruikelijke handel en dienstverlening die hoofdsteden eigen is. Verder is er een grote variëteit aan lichte industrie. Reykjavik is het landelijk centrum voor handel en transport, overheidsinstellingen, onderwijs en sociale en gezondheidsdiensten, en is ook een van de belangrijkste vissershavens van het land.

### Bestuur
De gemeenteraad is het hoogste bestuursorgaan van de stad Reykjavik. De raad bestaat uit 15 raadsleden die worden verkozen voor een periode van 4 jaar. De burgemeester wordt gekozen door de gemeenteraad.

### Verkiezingsuitslag gemeenteraad 31 mei 2014
| Partijen                                         | Stemmen | %     | +/- % | Zetels | +/-   |
| ------------------------------------------------ | ------- | ----- | ----- | ------ | ----- |
| Samfylkingin (Sociaaldemocratische Alliantie)    | 17.426  | 31,9  | +12.8 | 5      | +2    |
| Sjálfstæðisflokkurinn (Onafhankelijkheidspartij) | 14.031  | 25,7  | -7,9  | 4      | -1    |
| Framsóknarflokkurinn (Progressieve Partij)       | 5.865   | 10,7  | -8,0  | 2      | +2    |
| Björt framtíð (Heldere Toekomst)                 | 8.539   | 15,6  | Nieuw | 2      | Nieuw |
| Vinstrihreyfingin - grænt framboð (Links-Groen)  | 4.553   | 8,3   | +1,2  | 1      | ±0    |
| Píratar (Piratenpartij)                          | 3.238   | 5,9   | Nieuw | 1      | Nieuw |
| Dögun (Dageraad)                                 | 774     | 1,5   | Nieuw | 0      | Nieuw |
| Alþýðufylkingin (Volksfront van IJsland)         | 219     | 0,4   | Nieuw | 0      | Nieuw |
| Totaal                                           | 54.665  | 100.0 | -     | 15     | -     |

## Klimatografie
| Maand                       | jan   | feb   | mrt  | apr  | mei  | jun  | jul  | aug  | sep  | okt  | nov  | dec  | Jaar  |
| --------------------------- | ----- | ----- | ---- | ---- | ---- | ---- | ---- | ---- | ---- | ---- | ---- | ---- | ----- |
| Gemiddeld maximum (°C)      | 2,7   | 3,2   | 3,8  | 6,5  | 9,9  | 12,7 | 14,5 | 13,9 | 11,1 | 7,3  | 4,5  | 3,0  | 7,7   |
| Gemiddelde temperatuur (°C) | 0,2   | 0,5   | 0,8  | 3,4  | 6,6  | 9,6  | 11,3 | 10,9 | 8,2  | 4,7  | 2,2  | 0,5  | 4,9   |
| Gemiddeld minimum (°C)      | - 2,2 | - 2,0 | −1,6 | 0,8  | 3,8  | 7,1  | 8,9  | 8,5  | 5,9  | 2,5  | −0,1 | −2,0 | 2,5   |
|                             |       |       |      |      |      |      |      |      |      |      |      |      |       |
| Neerslag (mm)               | 87,1  | 88,7  | 83,0 | 60,8 | 54,2 | 46,6 | 51,2 | 63,8 | 80,3 | 79,5 | 82,8 | 90,6 | 868,5 |
| Zonuren (uur/dag)           | 0,7   | 2,0   | 3,6  | 5,3  | 6,6  | 5,9  | 5,7  | 5,2  | 4,0  | 2,9  | 1,3  | 0,4  | 3,6   |
| Bron: IMO (1981-2023)       |       |       |      |      |      |      |      |      |      |      |      |      |       |

## Vervoer
Reykjavik heeft twee luchthavens:

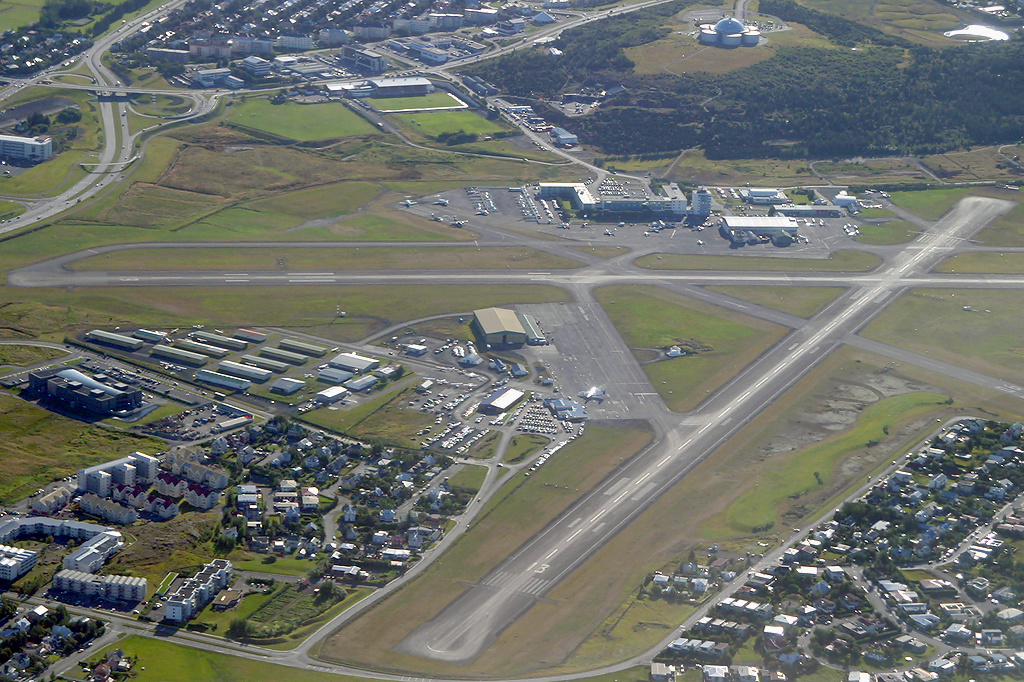
Reykjavíkurflugvöllur

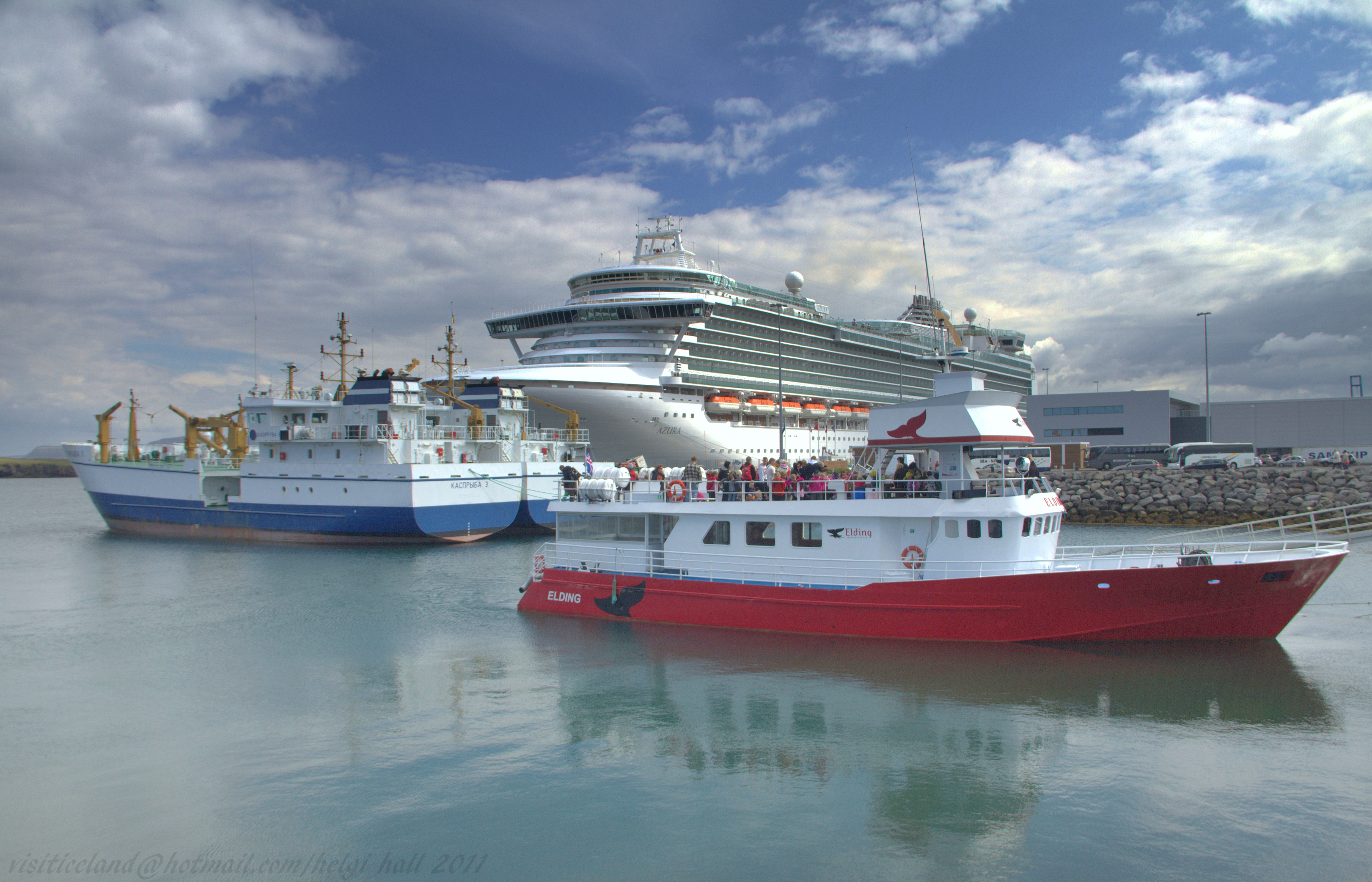
De haven aan de Sæbraut met schepen voor toeristen

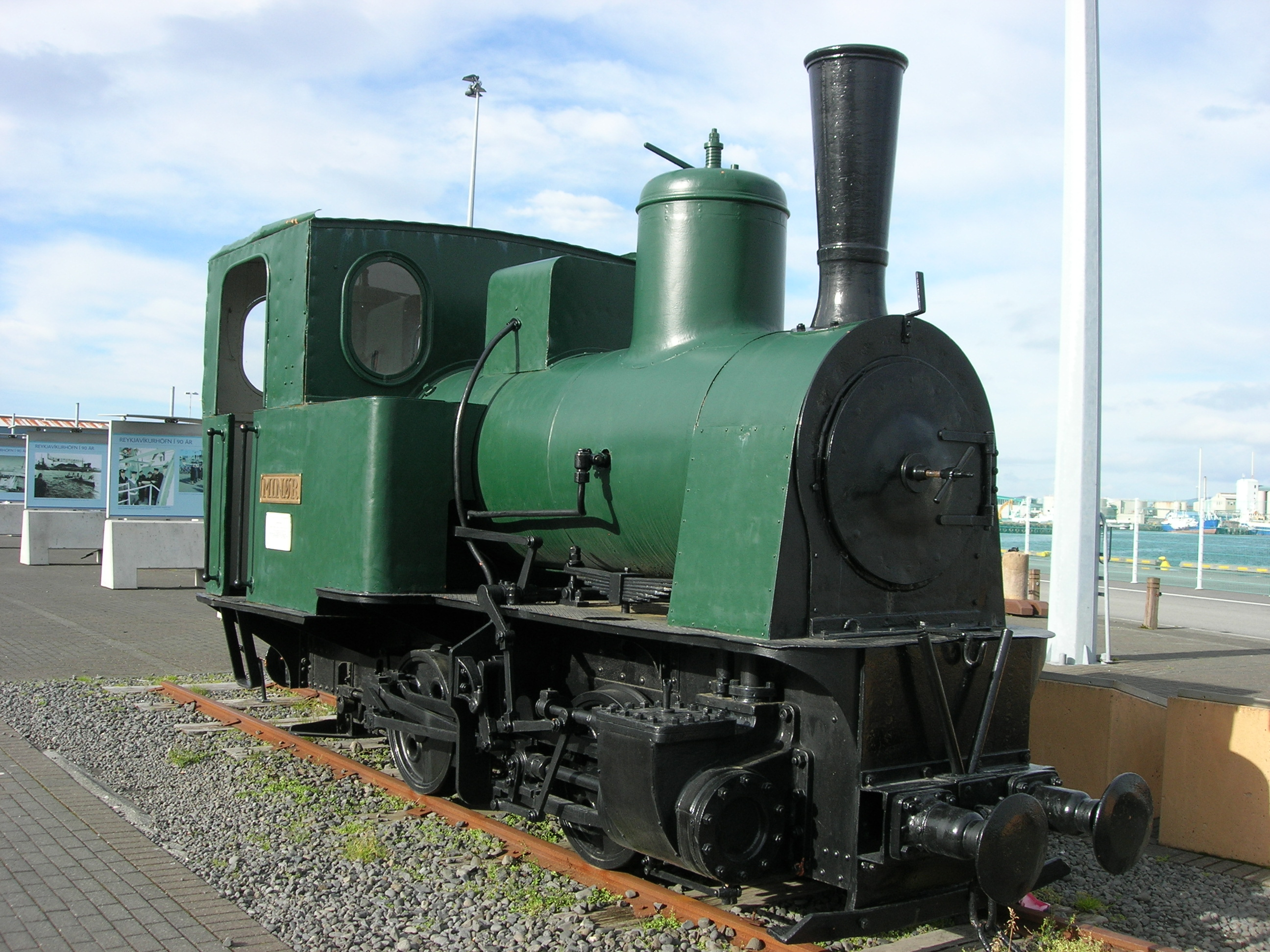
Stoomlocomotief Minør als monument bij de haven.

- Reykjavíkurflugvöllur, de luchthaven Reykjavik, niet ver van het centrum van Reykjavik, voor vluchten met binnenlandse bestemmingen en naar Groenland en de Faeröer.
- Keflavíkurflugvöllur, de luchthaven Keflavík, ongeveer 50 km ten zuidwesten van Reykjavik op het schiereiland Reykjanes, die voor internationale vluchten van bijvoorbeeld Icelandair wordt gebruikt.

Reykjavik heeft twee havens:
- de oude haven aan de Sæbraut vlak bij het centrum, voor de vissersvloot en voor cruise- en dagtochtschepen (bijvoorbeeld voor walvissafari's of voor het bekijken van papegaaiduikers op het eilandje Lundey vlak voor de kust).
- Sundahöfn, de grootste vrachttransportterminal van het land.

Ook heeft Reykjavik twee centrale busstations:
- Hlemmur in het stadscentrum voor het stedelijk openbaar vervoer, dat verzorgd wordt door stadsbussen (Strætó bs) met een netwerk van buslijnen voor verbindingen met de voorsteden. Ook Lækjartorg is een belangrijk overstappunt. Strætó exploiteert vanaf een busstation in de buitenwijk Mjódd ook enkele streekbusdiensten naar verder gelegen plaatsen als Akranes en Selfoss. Sinds 2016 wordt een aantal stadslijnen gereden door bussen van het bedrijf Kynnisferðir in de kleuren van Strætó bs.
- BSÍ Umferðarmiðstöðin aan de Vatnsmýrarvegur, niet ver van de luchthaven Reykjavik, voor verbindingen met de rest van IJsland. Met uitzondering van de frequente Flybus naar de internationale luchthaven Keflavík rijden de bussen enkele malen per dag. Van hier vertrekken ook bussen voor excursies. De meeste toeristen worden voor excursies of Flybus opgepikt bij de hotels en vervoerd naar de BSÍ-busterminal, die wordt beheerd door Kynnisferðir. Sommige ondernemingen gebruiken een andere vertrekplaats in het centrum, zoals Lækjartorg of Harpa.

Vanuit Reykjavik vertrekken twee veerbootdiensten:
- Een veerboot naar het vogeleiland Viðey.[2]
- Een in 2017 op proef ingestelde dienst over de baai naar Akranes.[3]

Spoorwegen in IJsland bestaan niet en een spoorwegstation heeft Reykjavik dus niet. Het plan om een railverbinding met de luchthaven Keflavík te openen was opgeschort als gevolg van de kredietcrisis die IJsland in 2008 trof, maar staat sinds 2014 opnieuw op de agenda. Van 1913 tot 1928 was er een smalspoorlijn voor het vervoer van materialen bij de aanleg van de haven. Hiervan zijn beide stoomlocomotiefjes, gebouwd in 1892 door de Duitse fabriek Arnold Jung, bewaard gebleven. De Minør staat als monument bij de oude haven, de Pionér bevindt zich in het openluchtmuseum Árbæjarsafn.

## Bezienswaardigheden

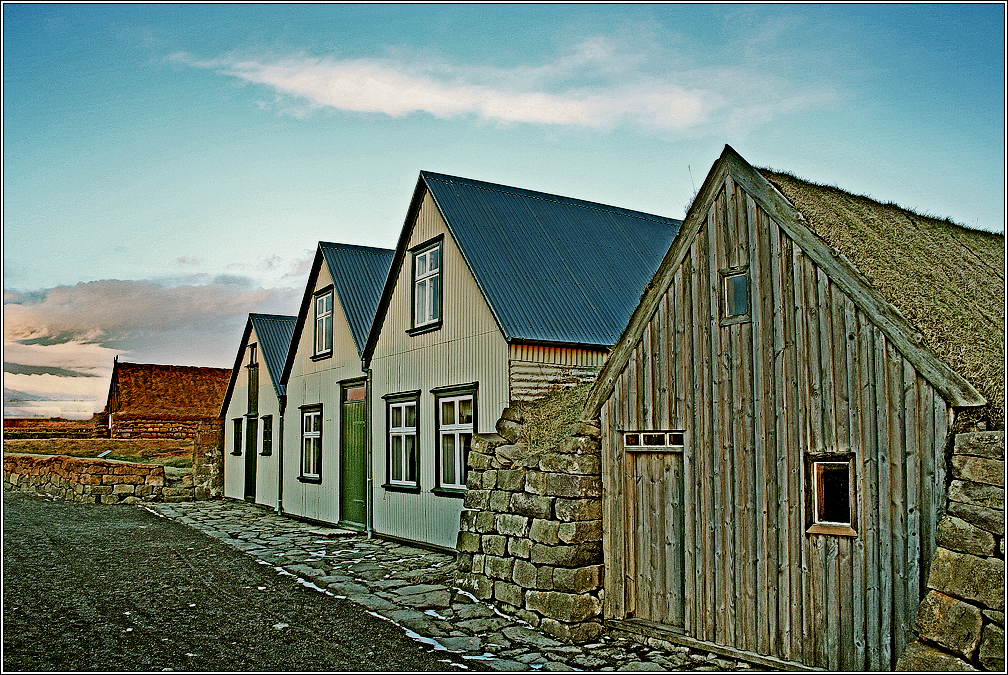
Árbæjarsafn, openluchtmuseum

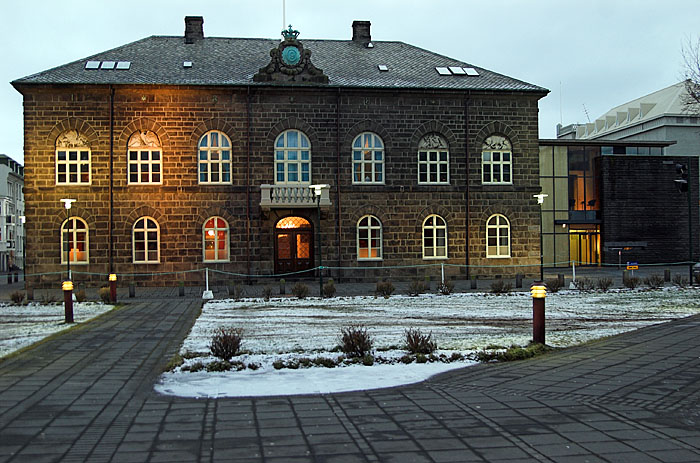
Alþingishúsið, parlementsgebouw

- Þjóðleikhúsið, het Nationale Theater uit 1950
- Þjóðminjasafnið, Nationaal Museum van IJsland met vondsten uit de Vikingtijd
- Þjóðmenningarhúsið, een museum met originele IJslandse manuscripten
- Alþingishúsið, het parlementsgebouw bij het parkje Austurvöllur in het centrum
- Árbæjarsafn (Árbær Folk Museum), openluchtmuseum
- Árni Magnússon Manuscript Institute, onderzoekt en beheert oude IJslandse manuscripten
- Dómkirkjan, de domkerk uit 1787 van de Evangelisch-Lutherse Kerk van IJsland aan het Austurvöllur
- Hallgrímskirkja, IJslands hoogste kerkgebouw, ook van de Evangelisch-Lutherse Kerk
- Harpa, een groot concert- en congrescentrum uit 2011, zetel van het IJslands Symfonieorkest (Sinfóníuhljómsveit Íslands)
- Höfði, het "Ronald Reagan-Mikhail Gorbatsjov-huis"
- Landakotskirkja, de Rooms-katholieke kathedraal uit 1929
- Landspítalinn, een ziekenhuis in een klassiek gebouw
- Laugavegur, de belangrijkste winkelstraat
- Listasafn Reykjavíkur, het nationale kunstmuseum, met drie vestigingen:

1. Ásmundarsafn, museum gewijd aan de beeldhouwer Ásmundur Sveinsson
2. Hafnarhús, museum gewijd aan moderne kunst
3. Kjarvalsstaðir, museum gewijd aan de schilder Jóhannes Sveinsson Kjarval

- Menntaskólinn í Reykjavík, schoolgebouw uit 1846
- Hið Íslenzka Reðasafn (IJslands Fallologisch Museum), het enige penismuseum ter wereld
- Perlan, een cultureel centrum iets ten zuidoosten van de stad, met imposante opslagtanks voor warm water
- Ráðhus Reykjavíkur, het raadhuis met een reliëfkaart van IJsland
- Reykjavík 871 ± 2, Museum over de kolonisatie van het gebied rond Reykjavík, de Landnámssýningin, met langhuis
- Safnahúsið, het Cultuurhuis uit 1909 met presentaties van de belangrijkste musea van Reykjavik
- Skólavörðurstigur, winkelstraat die leidt van de Laugavegur naar de Hallgrímskirkja
- Tjörnin, een fraaie vijver in het centrum met vele soorten eenden en ganzen.

## Standbeelden
- Leifur Eiríksson, voor de Hallgrímskirkja, eerste kolonist van Amerika
- Ingólfur Arnarson,vlak bij Lækjartorg, eerste kolonist van IJsland
- Jón Sigurðsson, Austurvöllur plein, leider van de IJslandse onafhankelijkheidsbeweging
- Skúli Magnússon, hoek Aðalstræti en Kirkjustræti, de "vader van Reykjavik"
- Útlaginn, De vogelvrijverklaarde, vlak bij de Universiteit van IJsland, een kopie staat in Akureyri
- Sæmundur Sigfússon, voor de universiteit, priester en geleerde
- Óþekkti embættismaðurinn, de ambtenaar
- De waterdraagster

## Stedenbanden
- Caracas, Venezuela
- Kingston upon Hull, Verenigd Koninkrijk
- Kopenhagen, Denemarken
- Moskou, Rusland
- Nuuk, Groenland
- Oslo, Noorwegen
- Seattle, Verenigde Staten, sinds 1986
- Sint-Petersburg, Rusland
- Strumica, Noord-Macedonië
- Tórshavn, Faeröer
- Vilnius, Litouwen
- Winnipeg, Canada, sinds 1971
- Weilburg, Duitsland
- Zevenaar, Nederland.

## Afbeeldingen

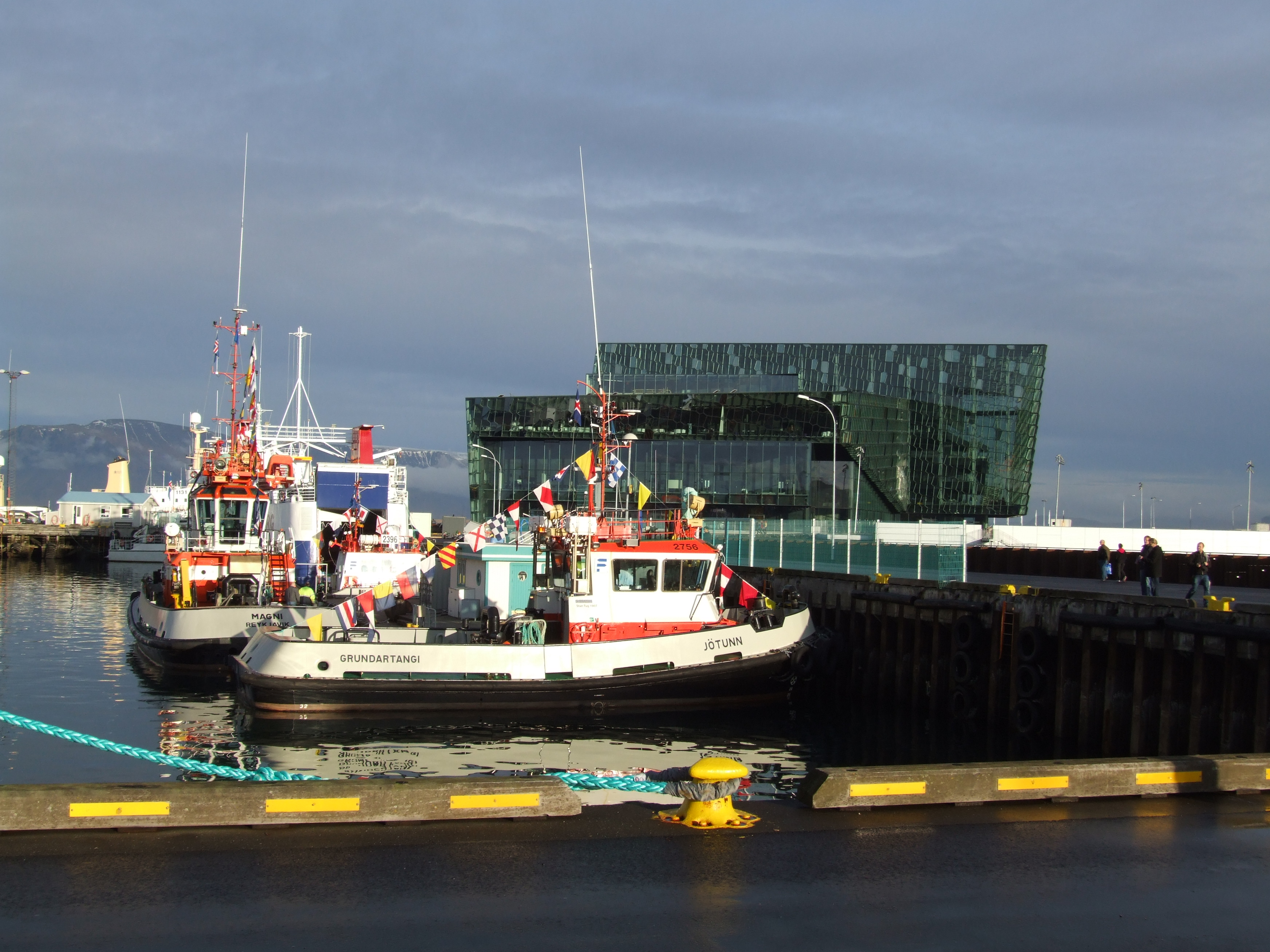
Oude haven met Harpa
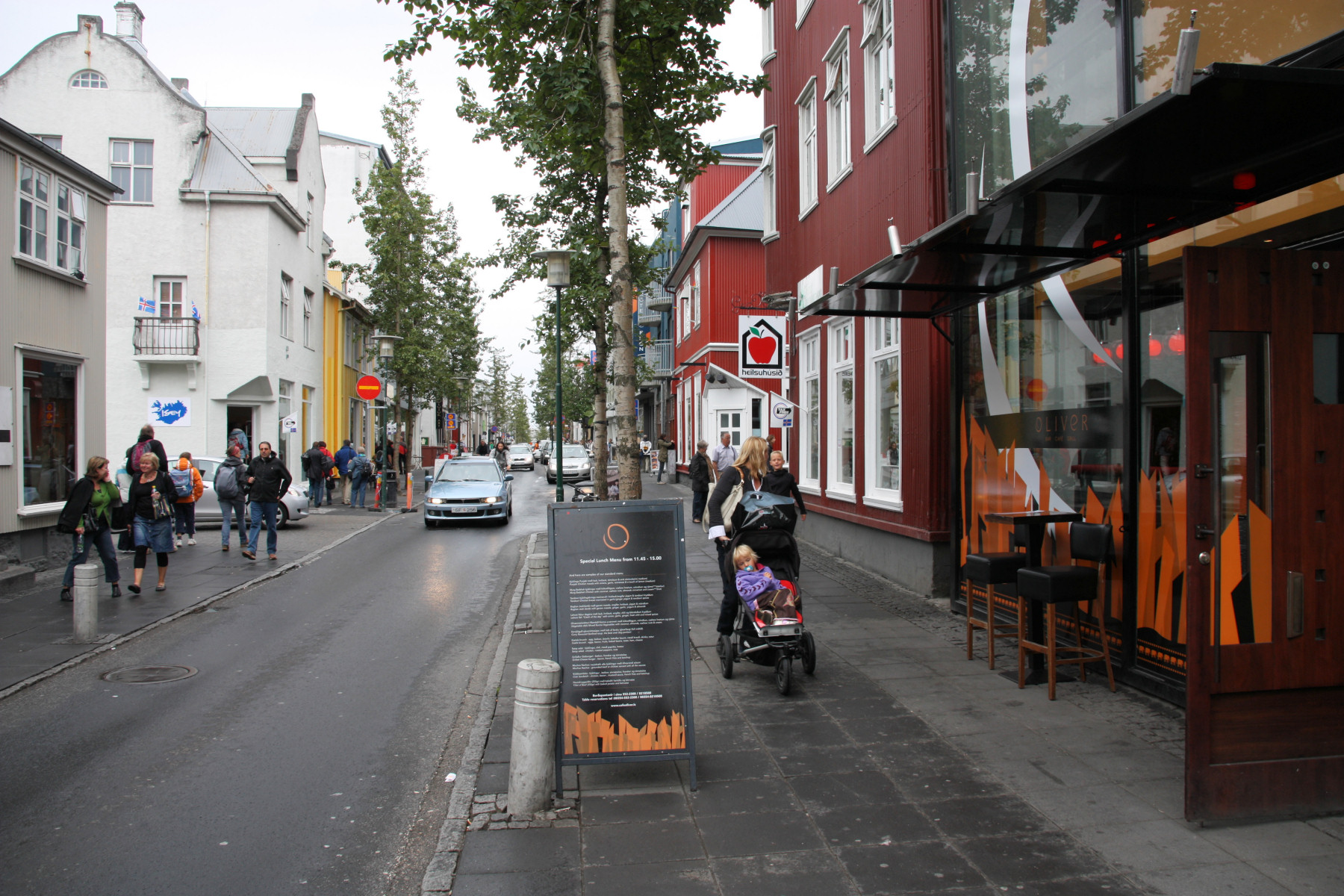
Laugavegur, winkelstraat
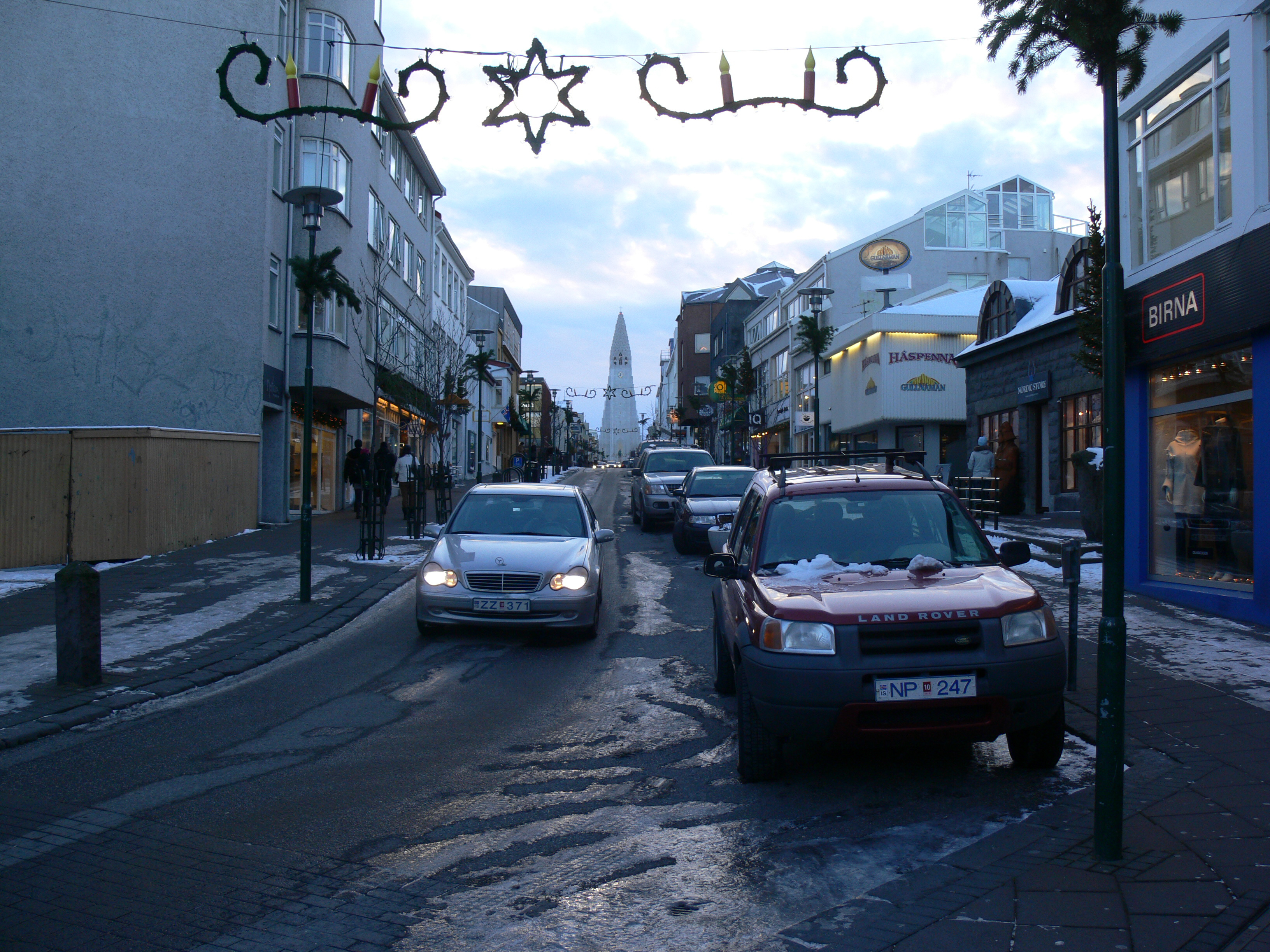
Skólavörðurstigur, winkelstraat, toelopend naar de Hallgrímskirkja
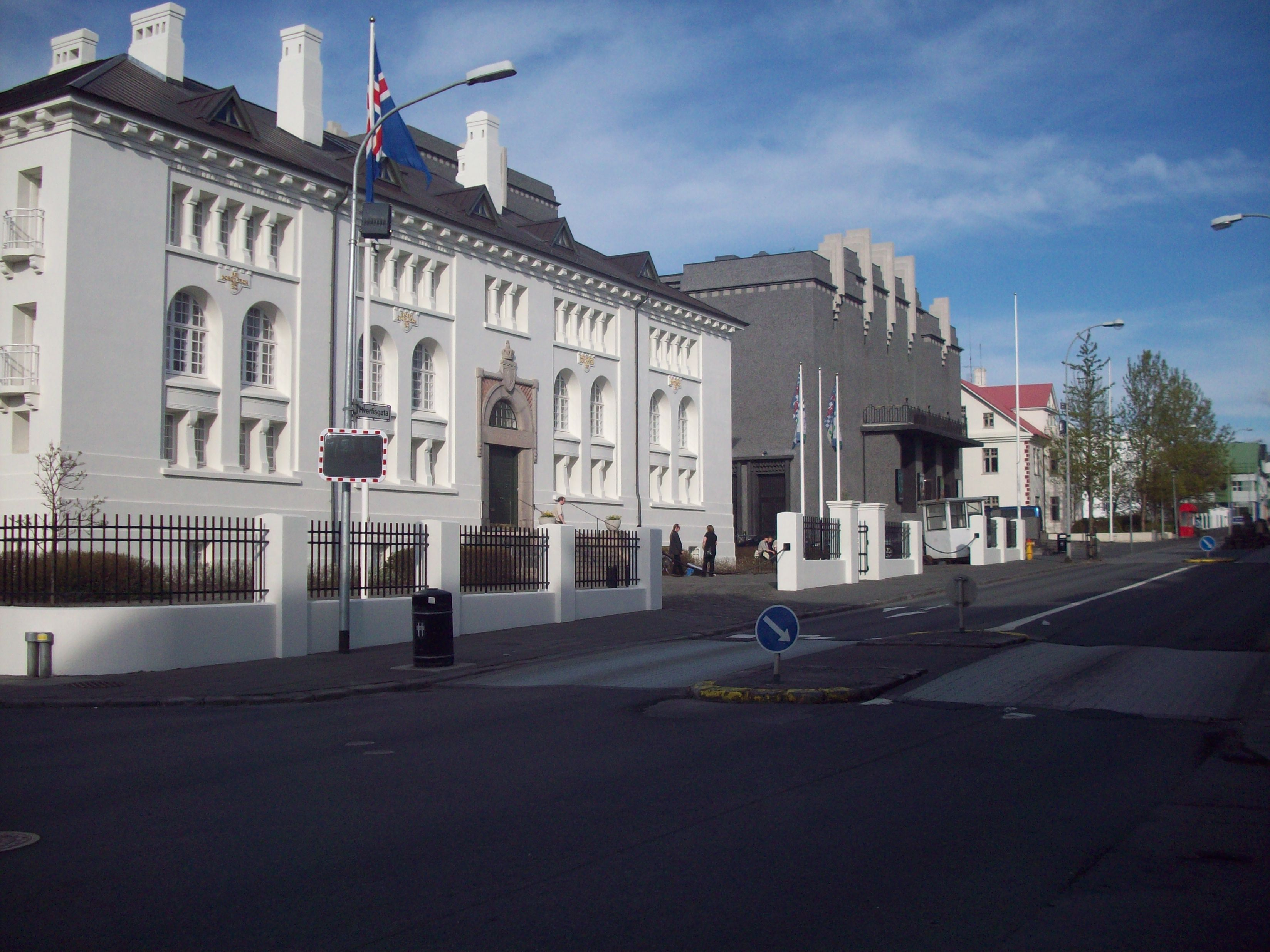
Safnahúsið (cultuurcentrum) en het grijze Þjóðleikhúsið (Nationaal Theater)
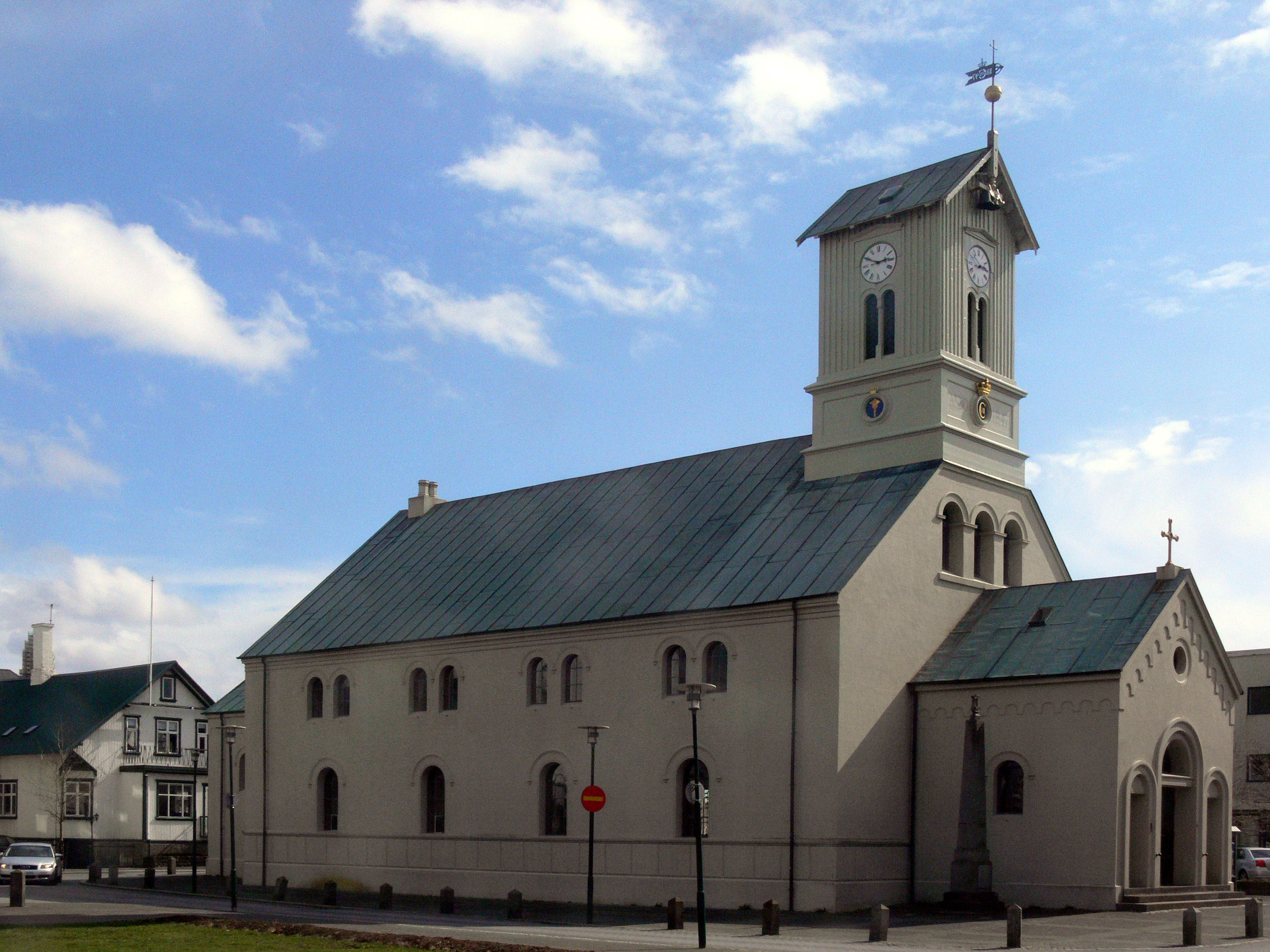
Dómkirkjan, Domkerk
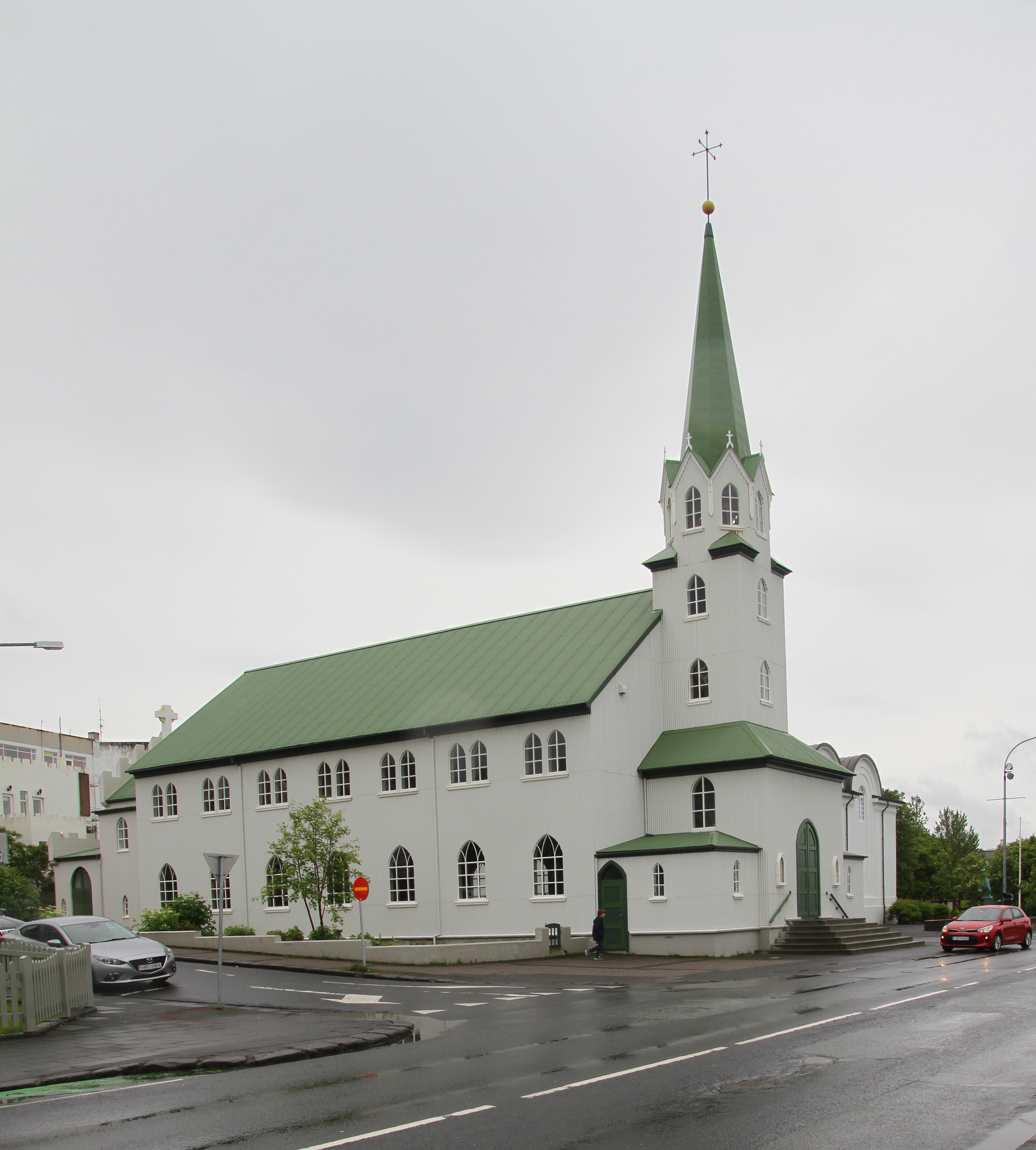
Fríkirkjan
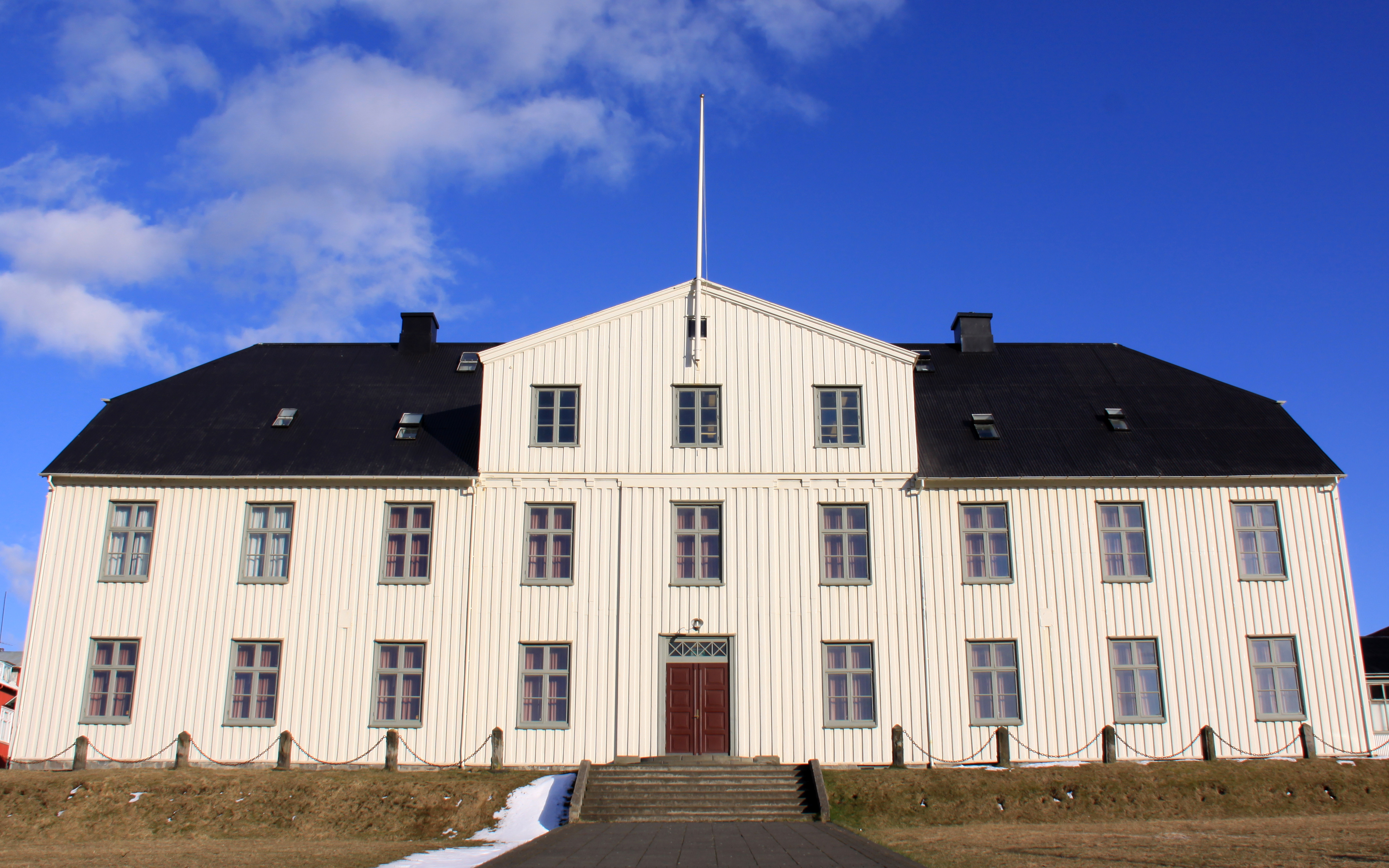
Menntaskólinn, schoolgebouw uit 1848
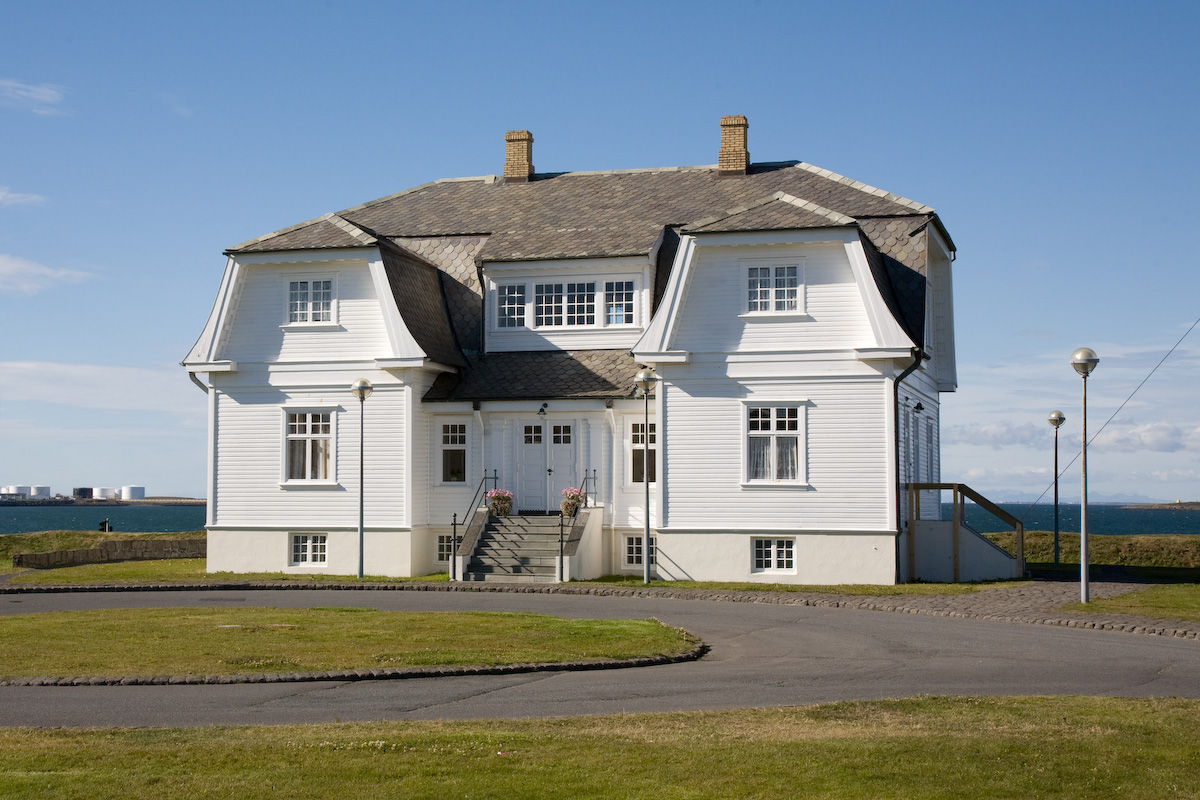
Höfði, het "Reagan-Gorbatsjov huis"
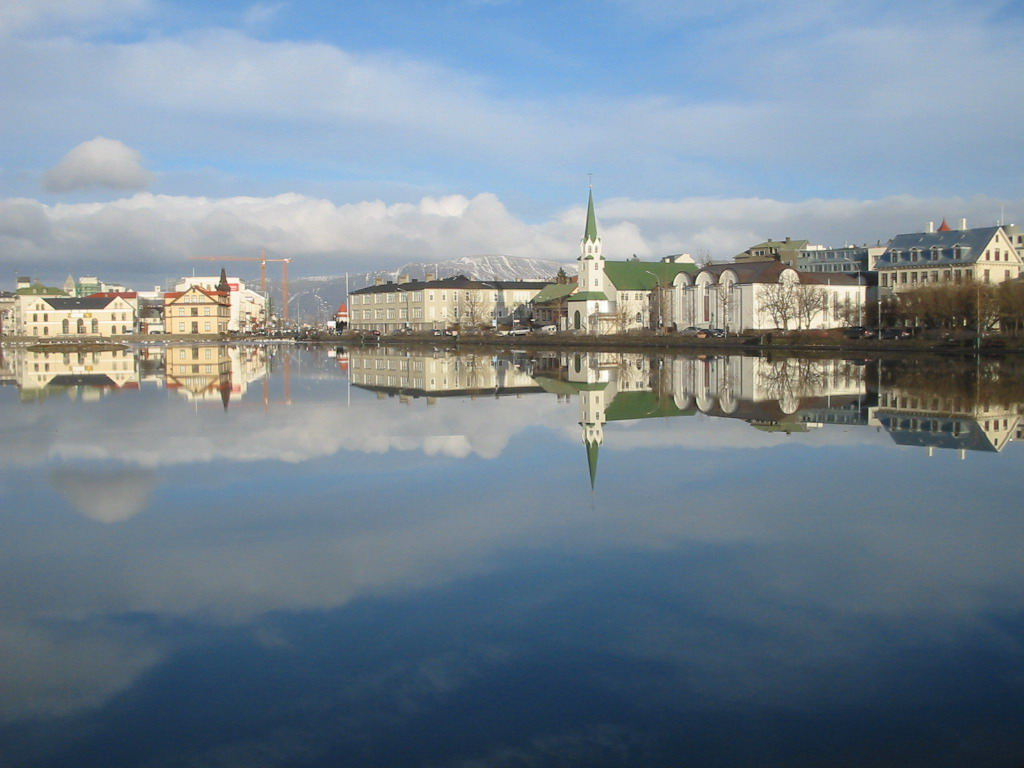
Tjörnin, plas in het centrum
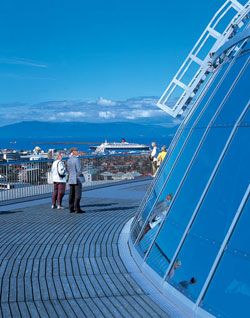
Uitzicht vanaf het observatiedeck van Perlan
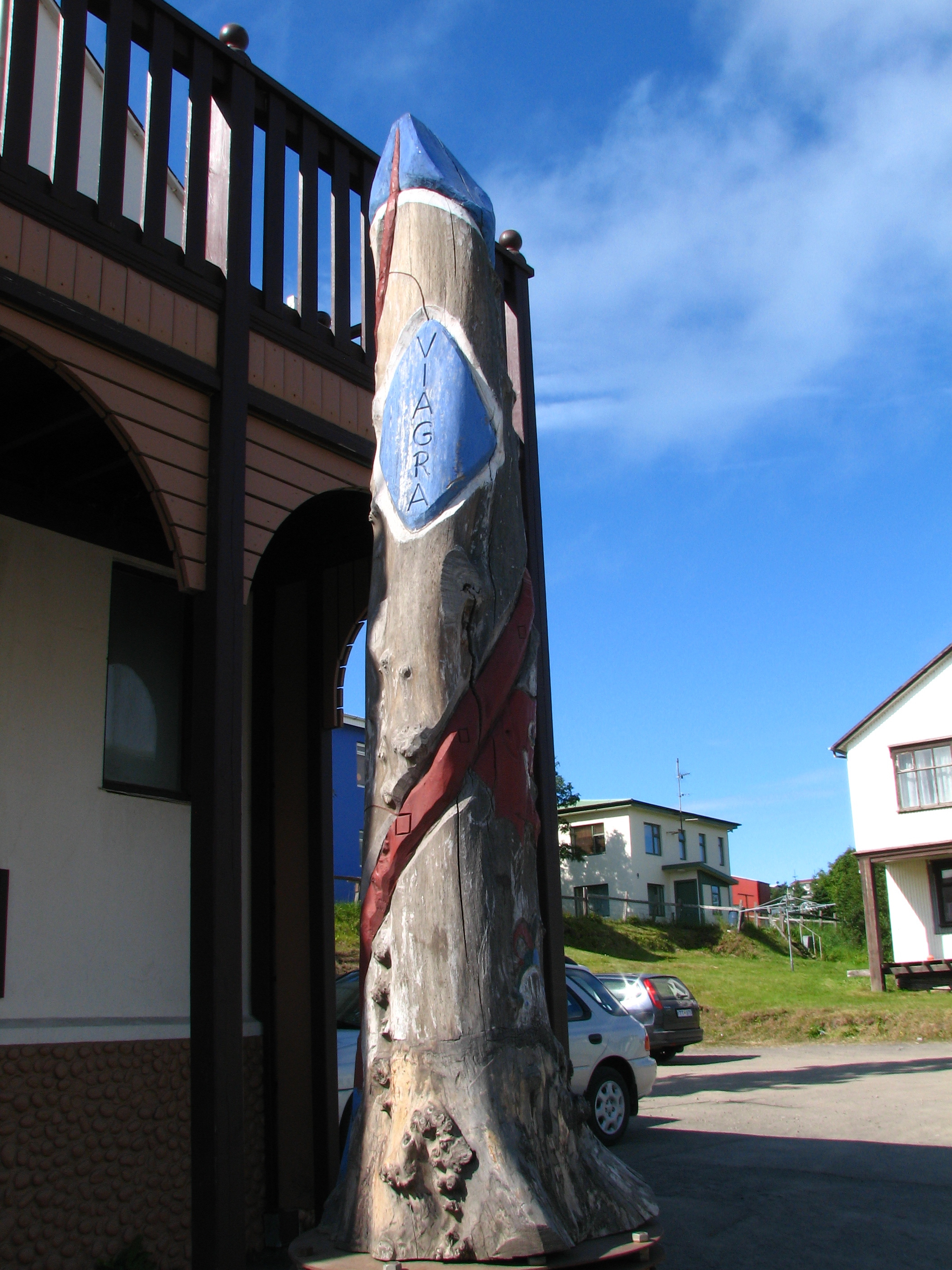
Hið Íslenzka Reðasafn, penismuseum
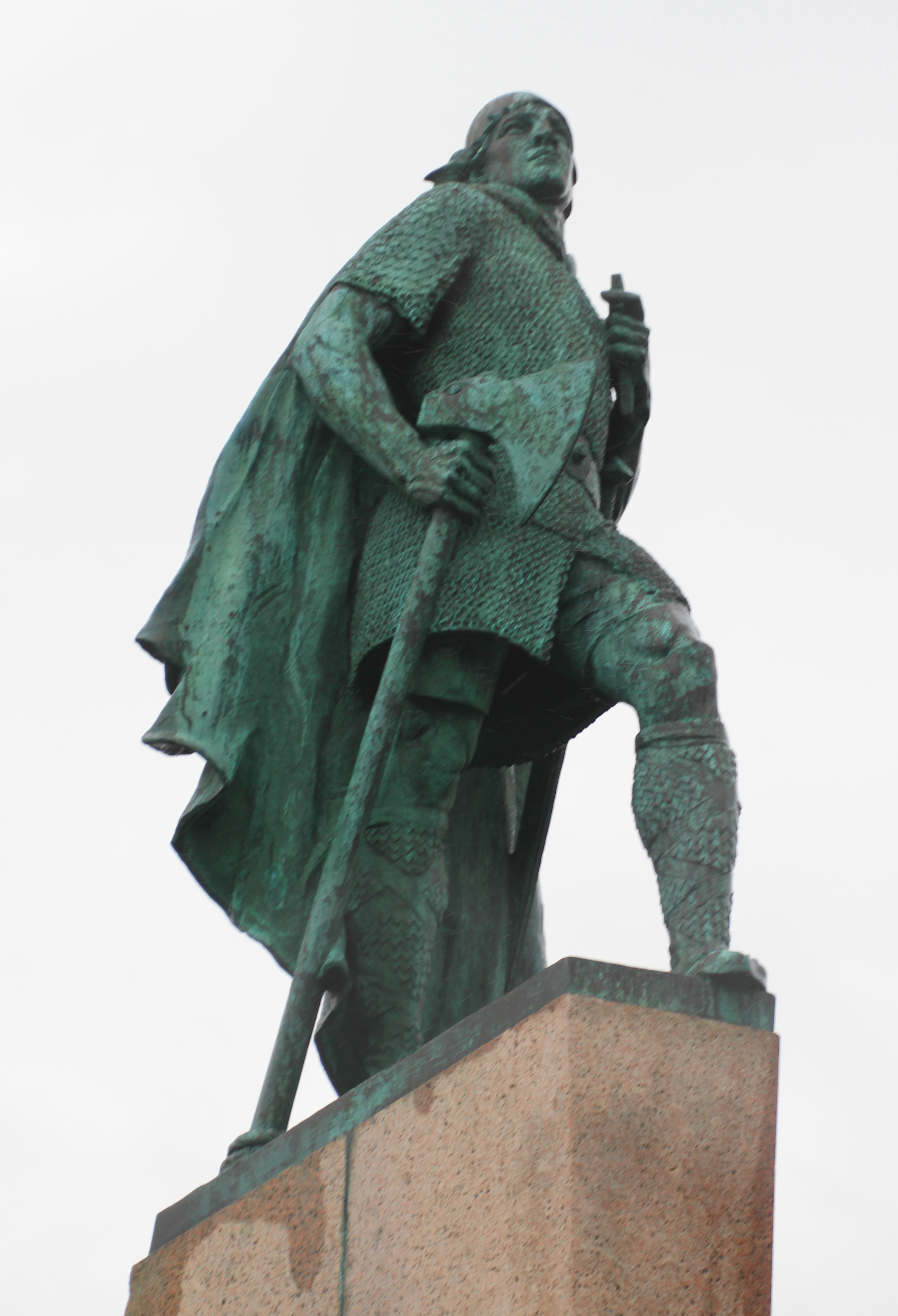
Leifur Eiríksson
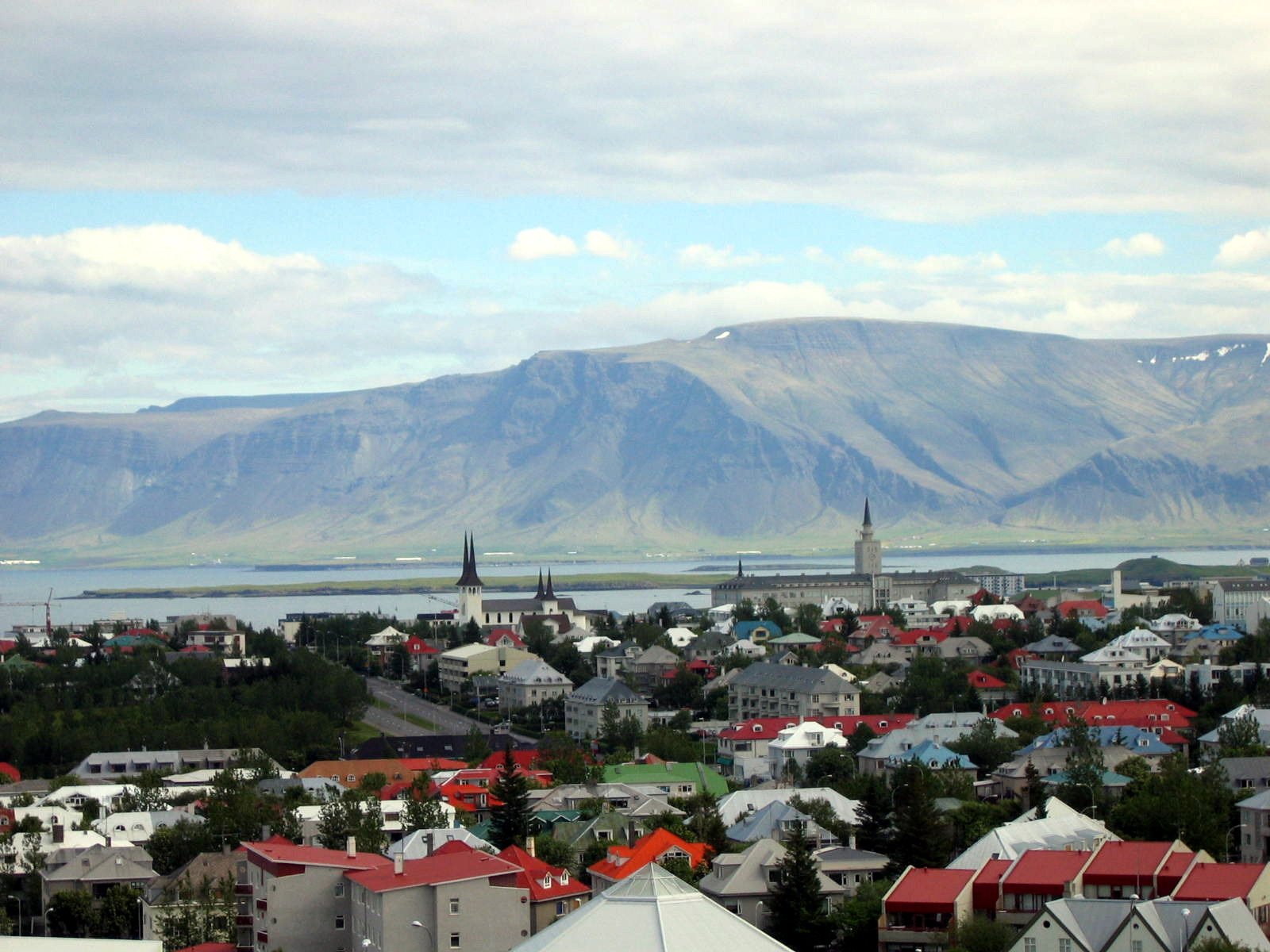
Reykjavik gezien vanaf Perlan op de achtergrond links de Háteigskirkja en rechts Sjómannaskólinn